# 金戒光明寺

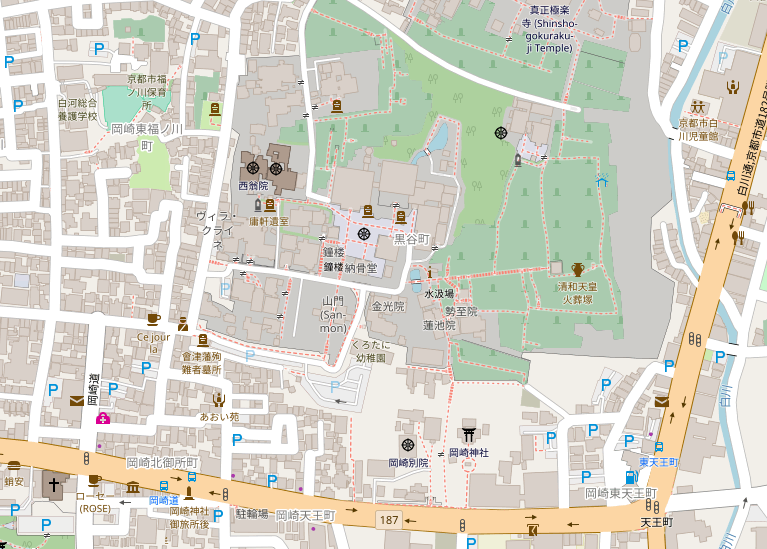
金戒光明寺周辺の地図

金戒光明寺（こんかいこうみょうじ）は、京都市左京区黒谷町にある浄土宗の大本山の寺院。山号は紫雲山。本尊は阿弥陀如来。通称をくろ谷さん（くろだにさん）と呼ぶ。
知恩院とならぶ格式を誇る浄土宗の七大本山の一つであり、また京都四箇本山（他に知恩院、百万遍知恩寺、清浄華院）の一つである。初めは念仏道場として利用されていた。境内には皇族・公家の茶の湯に使われた黒谷明星水という名水がある。本堂には洛陽三十三所観音霊場第6番札所本尊の千手観音（吉備観音）も祀られている。
法主が浄土門主・法主推戴委員会により推戴され、寺の住職を務める。

## 歴史
承安5年（1175年）春、浄土宗の開宗を決めた法然が比叡山の黒谷を下った。岡を歩くと、大きな石があり、法然はそこに腰掛けた。すると、その石から紫の雲が立ち上り、大空を覆い、西の空には、金色の光が放たれた。そこで法然はうたたねをすると夢の中で紫雲がたなびき、下半身がまるで仏のように金色に輝く善導が表れ、対面を果たした（二祖対面）。これにより、法然はますます浄土宗開宗の意思を強固にした。
こうして法然はこの地に草庵を結んだ。これがこの寺の始まりであるとされる。ここは白河の禅房と呼ばれ、もとは比叡山黒谷の所領で、叡空入滅の時、黒谷の本房と岡崎白河の禅房（本房）を法然に与えた。そのため、比叡山の黒谷を元黒谷、岡崎の地を新黒谷と呼んだ。法然は、後に信空に黒谷の本房と白河の本房を与え、白河上人信空はこの地に住み、白河門徒の拠点となった。
なお、この地は元々藤原顕時の別荘があった。叡空に帰依した顕時が叡空に寄進して白河の禅房が建てられたのである。それを法然が貰い受け、次いで顕時の孫である信空が継ぐ形となった。
その後、岡崎の地を新黒谷とは呼ばず、黒谷（くろだに）と呼ぶようになる。なお、比叡山では、大津市坂本の黒谷を現在も「黒谷」と呼ぶ。
第5世恵顗の時に堂を整え、法然の見た縁起にちなみ紫雲山光明寺と号した。第8世運空は、後光厳天皇に戒を授けて、金戒の二字を賜り、金戒光明寺と呼ぶようになった。法然が最初に浄土宗の布教を行った地であることに因み、後小松天皇から「浄土真宗最初門」の勅額を賜った。
慶長10年（1612年）には豊臣秀頼によって阿弥陀堂が再建されている。
江戸時代初期に江戸幕府によって知恩院と共に城郭風構造に改修された。その為に文久2年（1862年）には、京都守護職となった会津藩の本陣となっている。
第二次世界大戦後、1946年（昭和21年）に黒谷浄土宗として一派を立てて独立するが、1977年（昭和52年）に浄土宗に合流し、七大本山の一翼を担う。

### 御詠歌
「池の水ひとの心に似たりけり 濁り澄むこと定めなければ」

### 京都守護職本陣
金戒光明寺は、徳川初期に、同じ浄土宗の知恩院とともに、城郭構造に改められていた。会津藩主松平容保が幕末の文久2年閏8月1日（1862年）9月24日に京都守護職に就任すると、京都守護職会津藩の本陣となり、藩兵1,000人が京都に常駐し1年おきに交替した。しかし、会津藩士のみでは手が回りきらなかったため、守護職御預かりとして新選組をその支配下に置き、治安の維持に当たらせた。慶応3年12月9日（1868年）1月3日、この年の10月に行われた大政奉還後の王政復古の大号令によって、薩摩藩・長州藩が京都市中の支配権を確立したため、京都守護職は設置後6年をもって廃止された。ここ黒谷の地で、鳥羽・伏見の戦いで戦死した会津藩士の菩提を弔っている。
なお、このころ中間として出入りしていた侠客が、会津小鉄こと上坂仙吉である。

## 境内

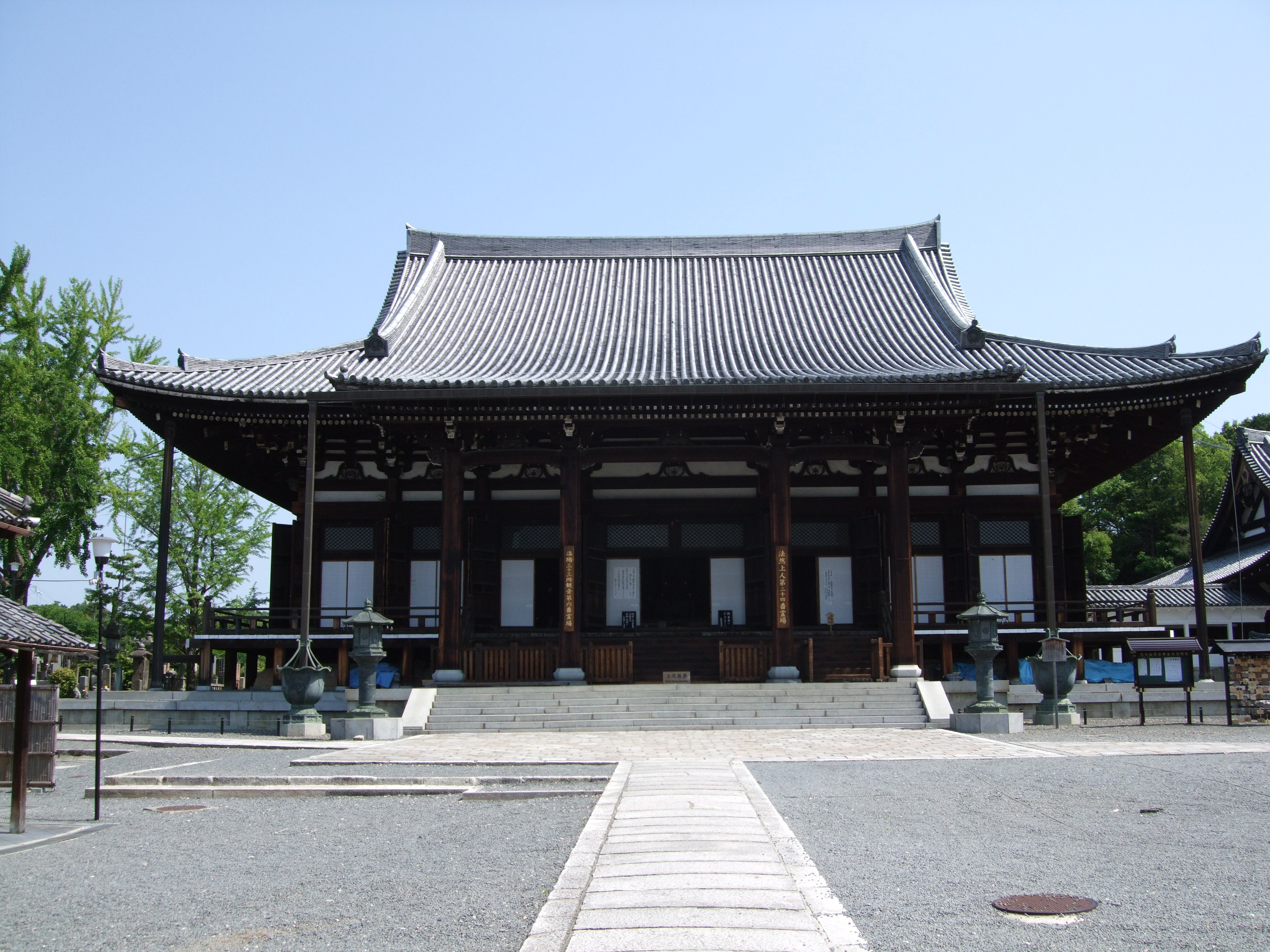
御影堂（大殿）（2008.05）

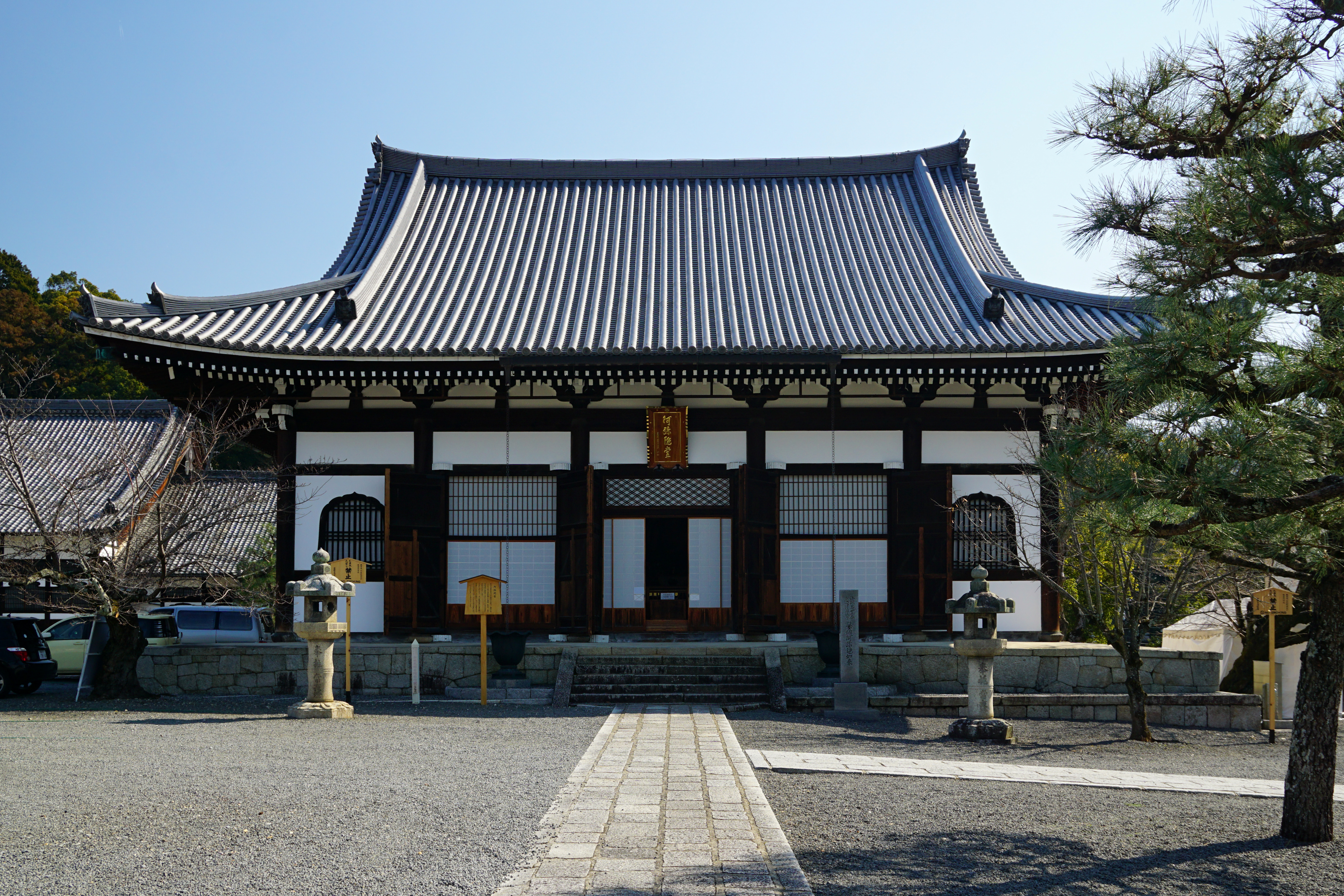
阿弥陀堂

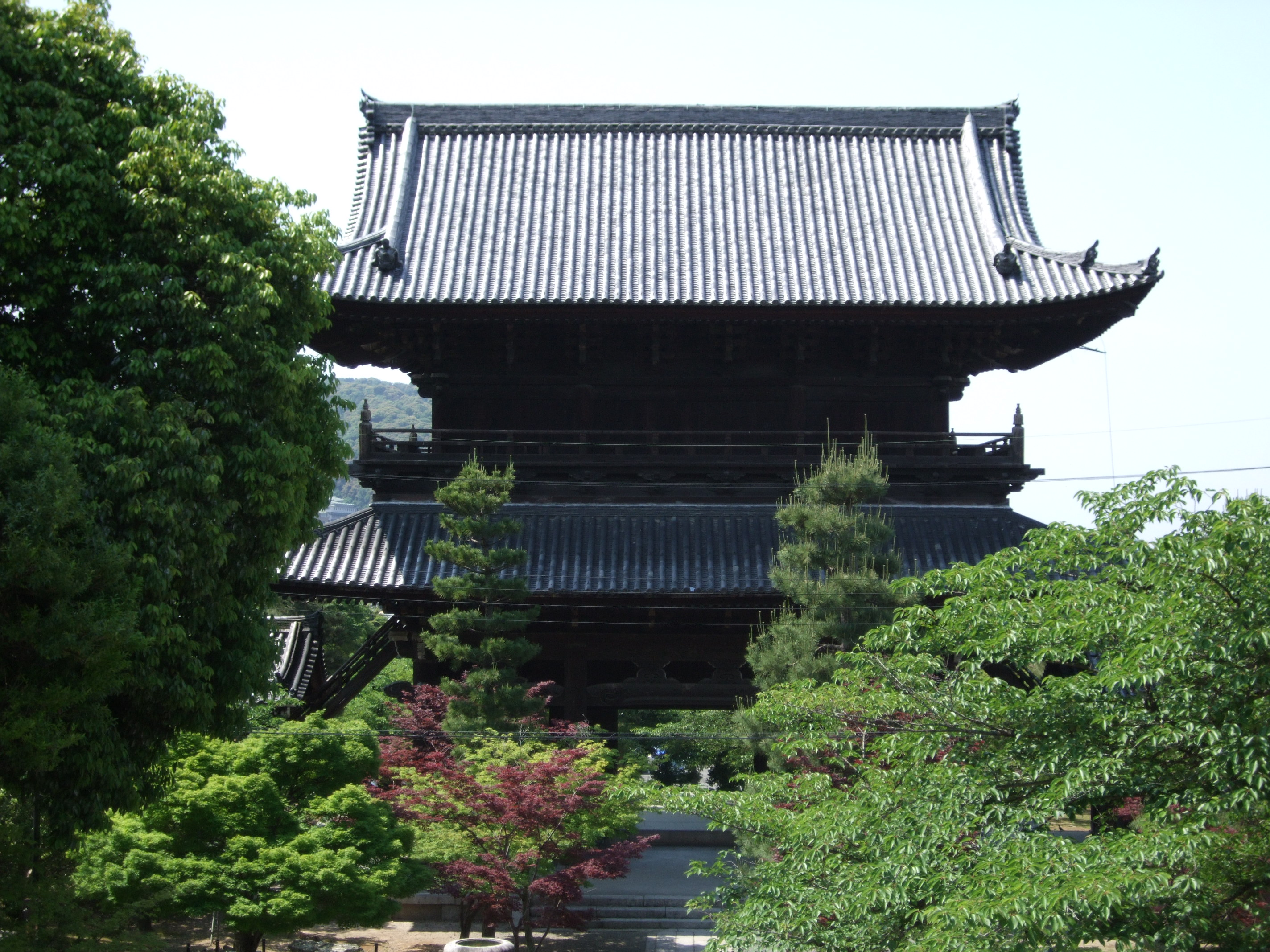
山門

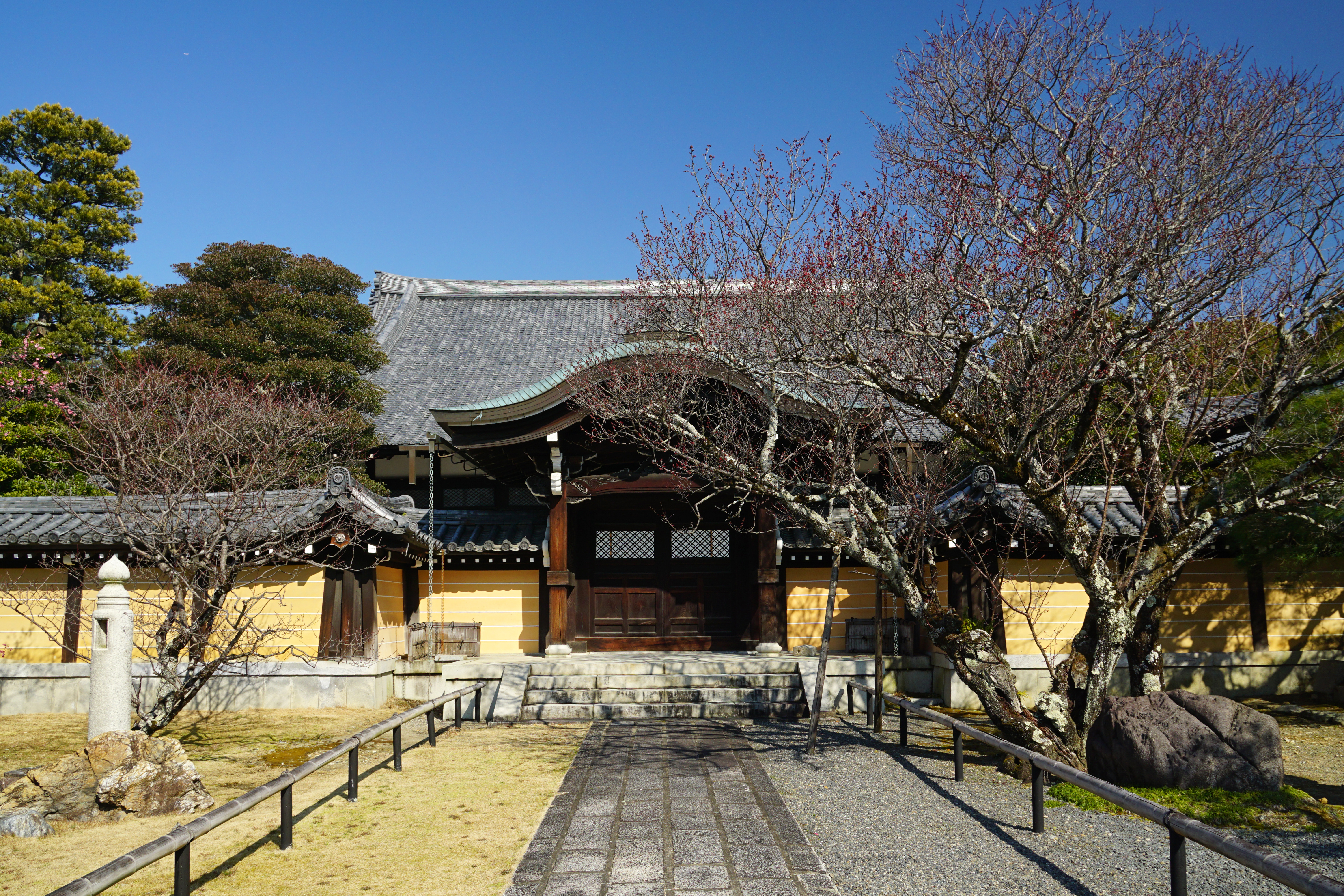
大方丈

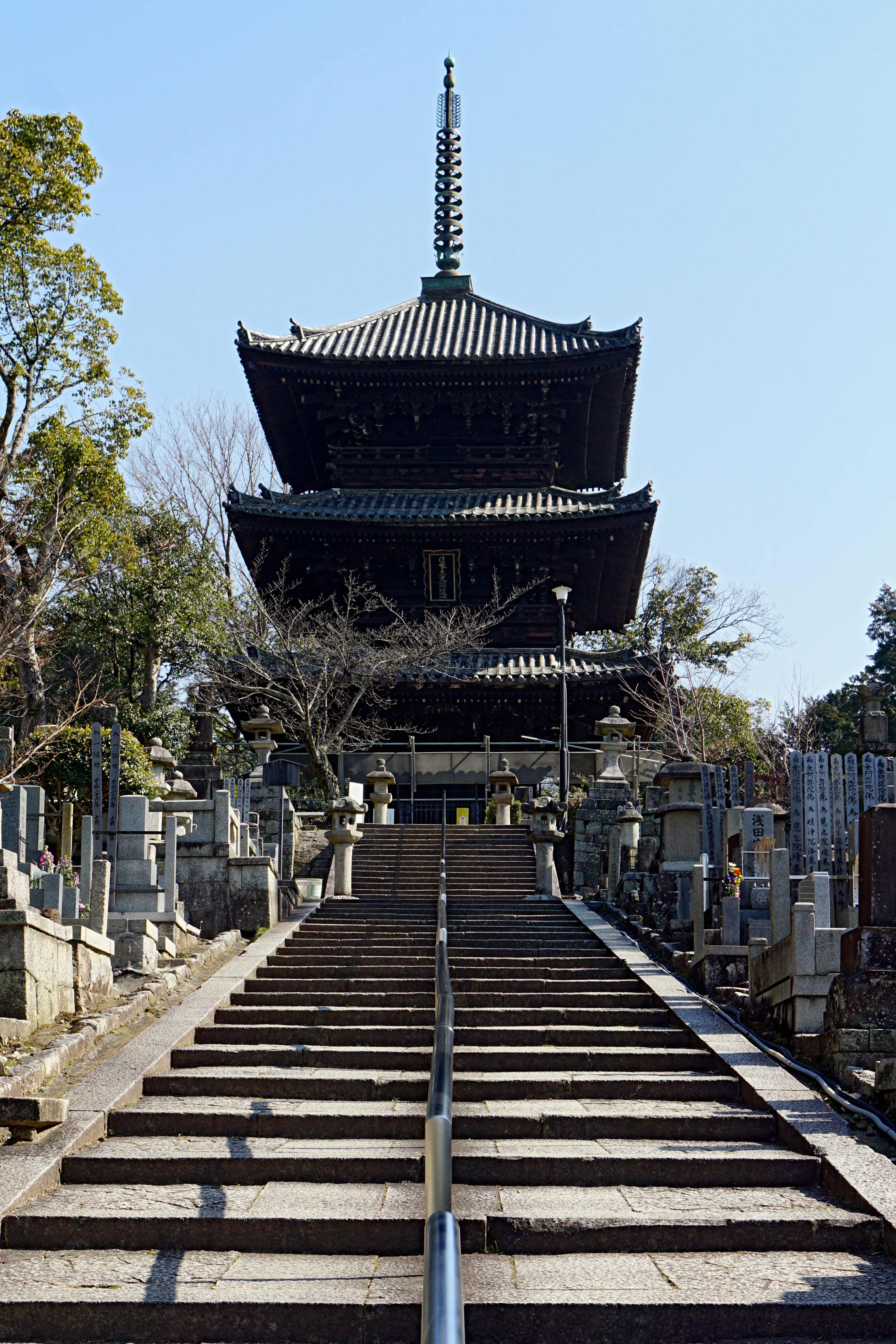
三重塔「文殊塔」

- 御影堂（みえいどう、国登録有形文化財） - 大殿（だいでん）ともいう当寺の本堂。法然75歳時の肖像（坐像）を安置。1934年（昭和9年）、火災により焼失。1944年（昭和19年）再建。本尊の阿弥陀如来坐像の他、中山文殊、吉備観音などを安置する。
- 大方丈（国登録有形文化財） - 1934年（昭和9年）、火災により焼失。1944年（昭和19年）再建。久保田金僊筆「虎図」や今尾景祥筆「松図」などの障壁画で飾られている。
- 大方丈唐門（国登録有形文化財）
- 庭園「紫雲の庭」
- 紫雲亭
- 玄関（国登録有形文化財）
- 寺務所
- 清和殿 - 安永8年（1779年）建立。
- 新清和殿 - 1964年（昭和39年）に日彰小学校雨天体操場から移築。
- 直実鎧掛けの松 - 熊谷直実が鎧を洗いそれを掛けたという松。もとの松は枯れ、それを引き継いだ2代目が2003年（平成15年）に京都市指定保存樹に指定されたが、2013年（平成25年）に枯れ、翌2014年（平成26年）に3代目の松が植えられた[4]。
- 阿弥陀堂（京都府指定有形文化財） - 慶長10年（1605年）に豊臣秀頼により再建。祀られている阿弥陀如来像は恵心僧都源信が仏像の彫刻に必要な「のみ」を体内に収めて、以後の仏像彫刻を止めたことから「のみおさめの如来」、「お止めの如来」と呼ばれる。
- 経堂（京都府登録有形文化財）
- 納骨堂 - 旧経堂。元禄2年（1689年）再建。現在は、当寺に納骨されたお骨で造立された「骨仏」と呼ばれる阿弥陀如来坐像が安置されている。
- 鐘楼（京都府指定有形文化財）
- 山門（楼門、京都府指定有形文化財） - 応仁の乱で焼失する。 万延元年（1860年）再建。掛けられている扁額「浄土真宗最初門」は後小松天皇の宸筆である。
- 蓮池 - 熊谷直実が兜を置いたことから「兜之池」とも呼ばれる。
- 法然上人御廟所 - 法然の遺骨が祀られているお堂。蓮池院の上にある。
- 三重塔「文殊塔」（重要文化財） - 寛永10年（1633年）建立。近年まで文殊菩薩と脇侍像を安置していた。現在は御影堂に安置（これらの像は運慶作と伝えられるが実際の作者は不明）。
- 五劫思惟阿弥陀如来石像 - 文殊塔に登る石段の左に位置している。独特の頭髪の形状から「アフロ阿弥陀」と通称される。
- 南門
- 高麗門 - 総門。

### 塔頭
- 蓮池院（れんちいん） - 平安時代末期の武将熊谷直実が出家し、法力房蓮生となり庵を結んだ場所。蓮生は建永元年（1206年）8月、翌年2月8日に極楽浄土に生まれると、予告往生の高札を武蔵国村岡の市に立てたが果たせず、京都に戻り、ここ東山の草庵で承元2年9月14日（1208年10月25日）に往生したと「吾妻鏡」にある（別説あり）。通称は熊谷堂と呼ばれる。直実が兜を置いたので蓮池を別名「兜之池」という。その後春日局は池に蓮を植え、堂を改修して名を蓮池院熊谷堂と改称した。
- 永運院 - 御影堂の西にある塔頭。普段は非公開だが、申し込めばイベント等で使用することができる。
- 西翁院 - 永運院の西にある塔頭。
- 常光院 - 通称「八はしでら」。
- 金光院
- 松樹院
- 勢至院
- 浄源院
- 善教院
- 光安寺
- 超覚院
- 西住院
- 瑞泉院
- 長安院
- 龍光院
- 顕岑院
- 栄摂院
- 西雲院 - 通称「紫雲石」。会津藩士352名の墓がある。

### 境内の墓所
- 清和天皇火葬塚 - 火葬後、遺骨は水尾山陵（みずのおやまのみささぎ：京都市右京区）に埋葬された。
- 熊谷一族墓所
- 熊谷直実（蓮生法師）の供養塔 - 法然廟の前にある。「四十八巻伝」27では、蓮生は建永2年9月4日（1207年9月27日）に熊谷市の生家で往生したとされる（別説があるがこれが一般的）。墓所は熊谷寺にあるが、遺言により遺骨は、西山の念仏三昧堂（粟生光明寺）に安置されたとされる。
- 平敦盛の供養塔 - 熊谷直実に討ち取られた。直実の供養塔と相対して建てられている。
- 八橋検校の墓 - 江戸時代前期の音楽家・検校。菓子の八ツ橋の語源とする説もある。
- 山崎闇斎の墓 - 江戸前期の儒者・朱子学者・神道家・思想家。
- 崇源院の供養塔 - 浅井長政の娘。徳川秀忠正室・徳川家光の母。
- 春日局の墓 - 斎藤利三の娘。江戸幕府3代将軍・徳川家光の乳母。
- 徳川忠長の供養塔 - 徳川秀忠と崇源院の子（三男）で、徳川家光の弟。「駿河大納言」と呼ばれた。
- 宮城頼久の墓 - 清富藩初代藩主である宮城豊嗣の実父。
- 山中鹿之助幸盛の五輪塔 - 戦国大名尼子氏の家臣。本姓は源氏。家系は宇多源氏の流れを汲む佐々木氏（京極氏）の支流で、尼子氏の一門である。
- 会津藩殉難者墓所 - 会津藩士352名の墓所。
- 黒田孝高妹心誉の供養墓 - 一柳直末室。子孫小野藩主一柳末礼の建立。
- 木下広次の墓 - 京都大学（当時は京都帝国大学）の初代総長。
- 中林仁一郎の墓 - 京都物産館・丸物（現在の近鉄百貨店の前身）の創業者で、松菱・津松菱創業者の谷政二郎の兄。
- 赤松小三郎の墓 - 幕末の兵学者・政治思想家。中村半次郎と田代五郎左衛門に暗殺された。

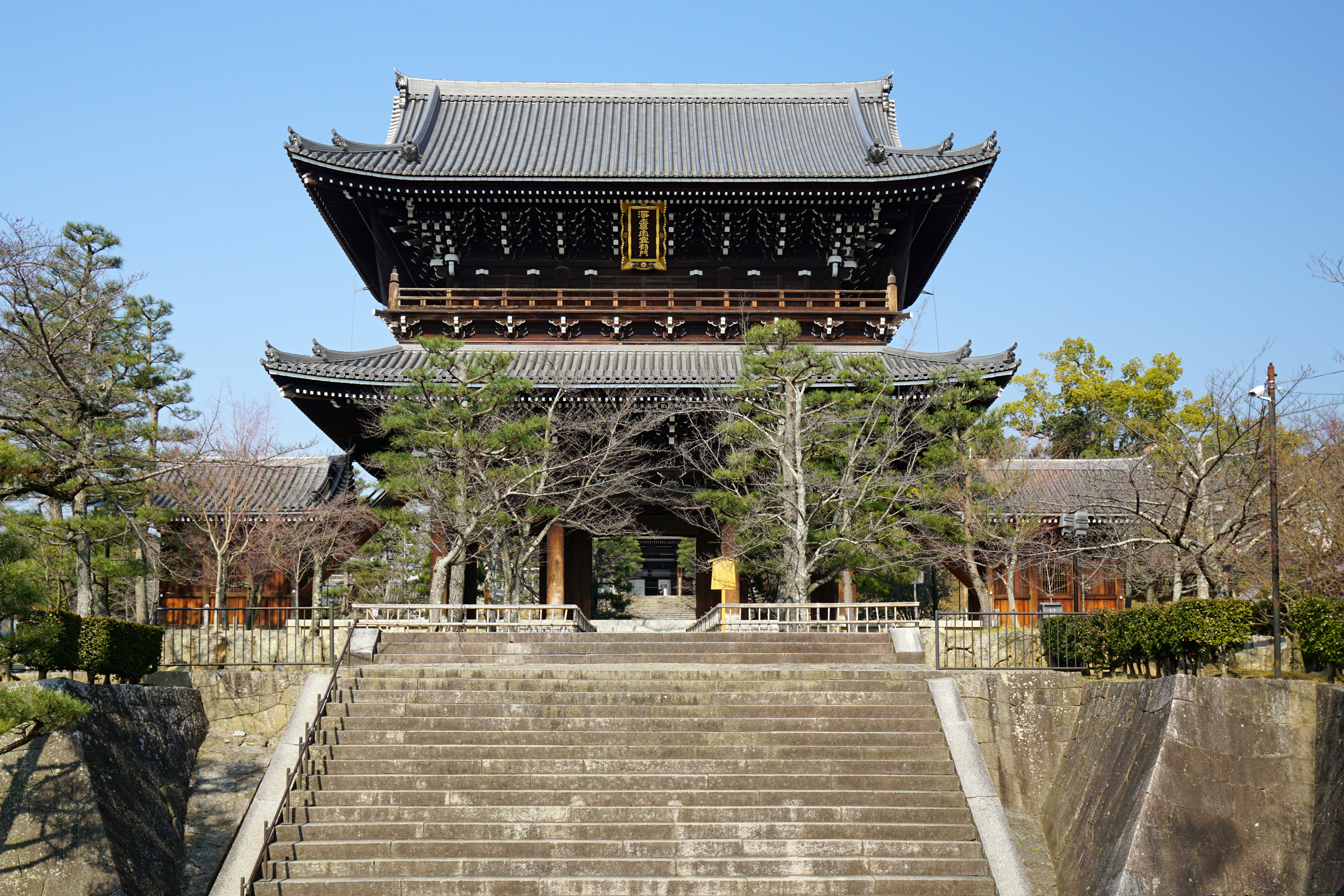
山門
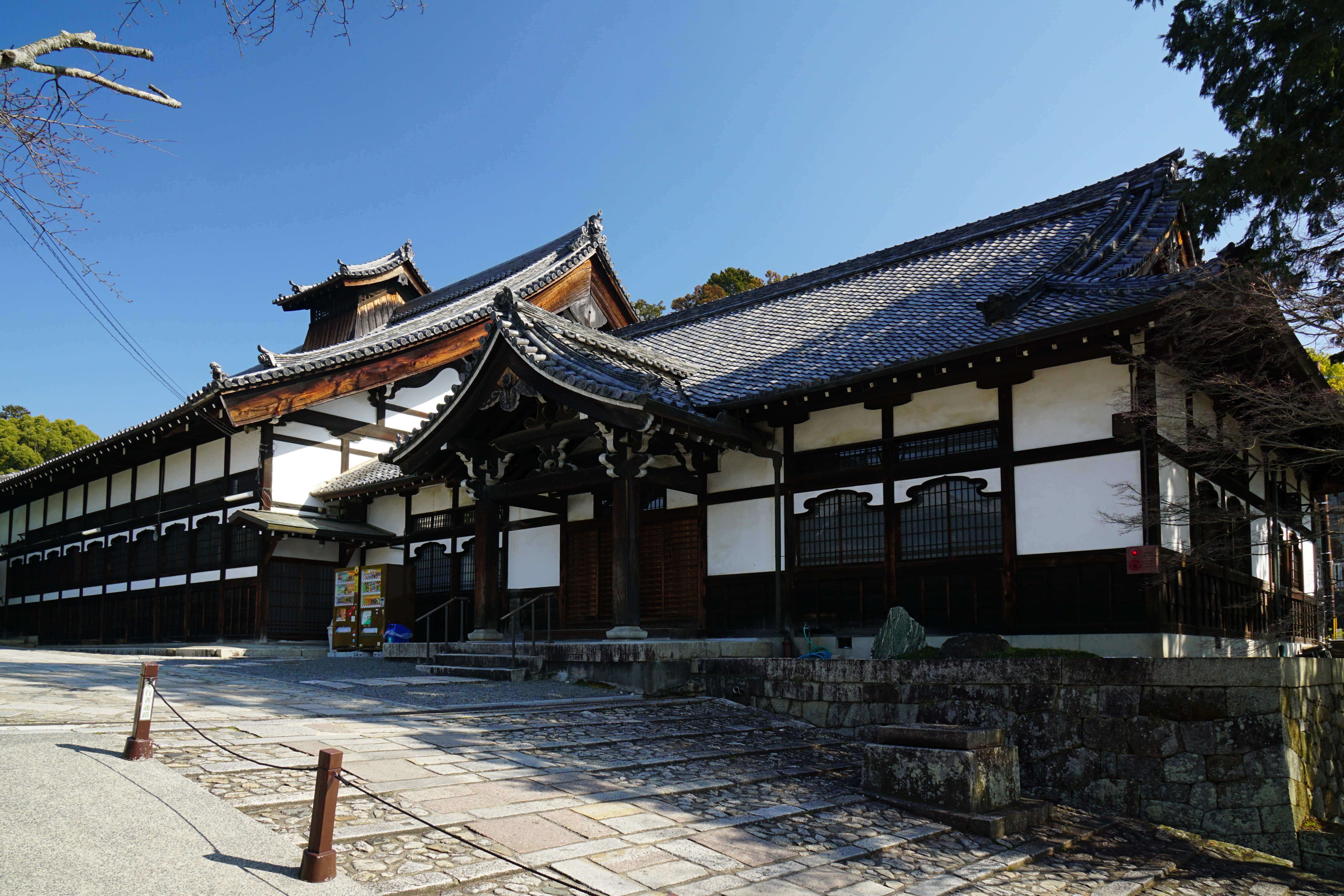
清和殿、新清和殿
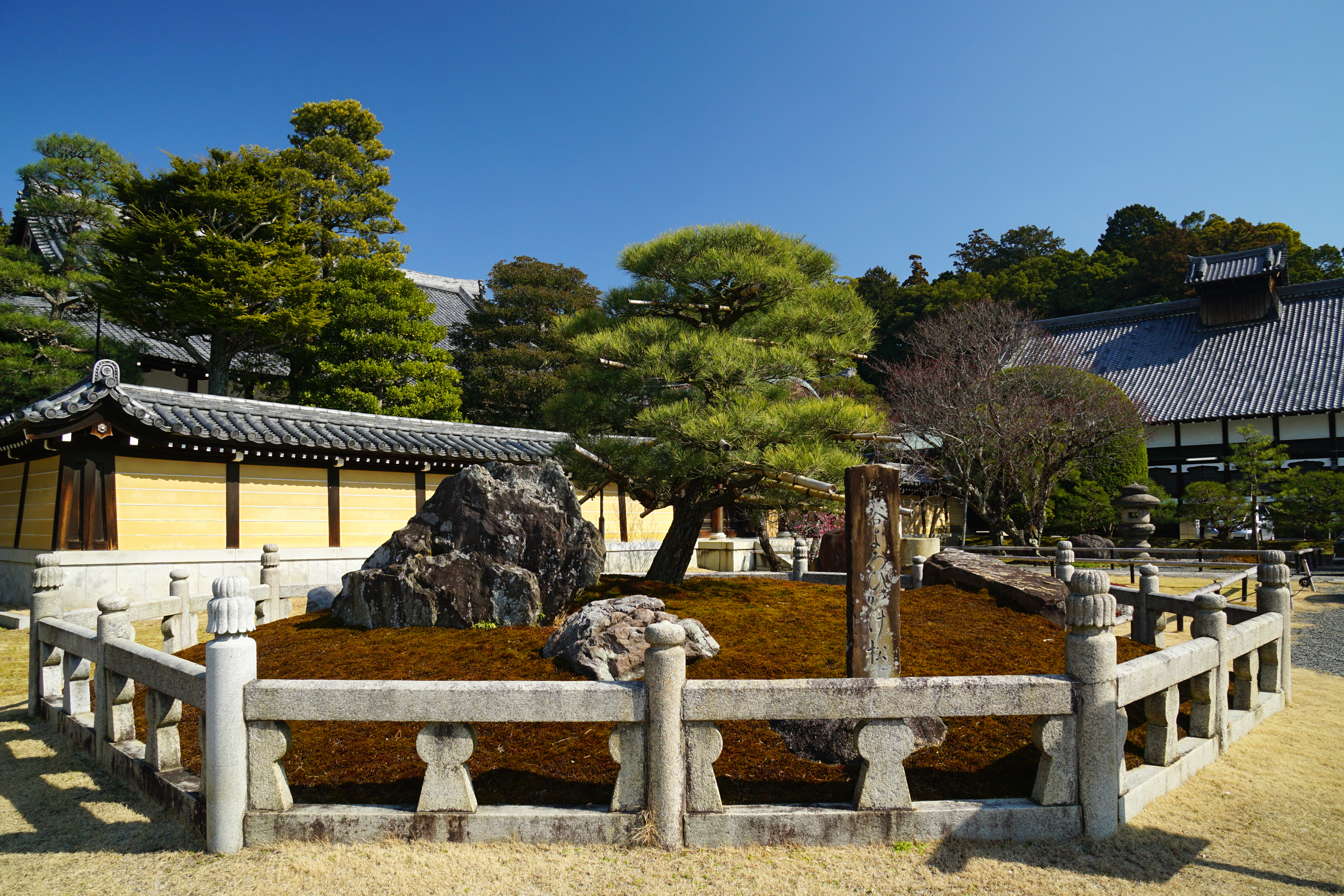
熊谷直実鎧掛けの松
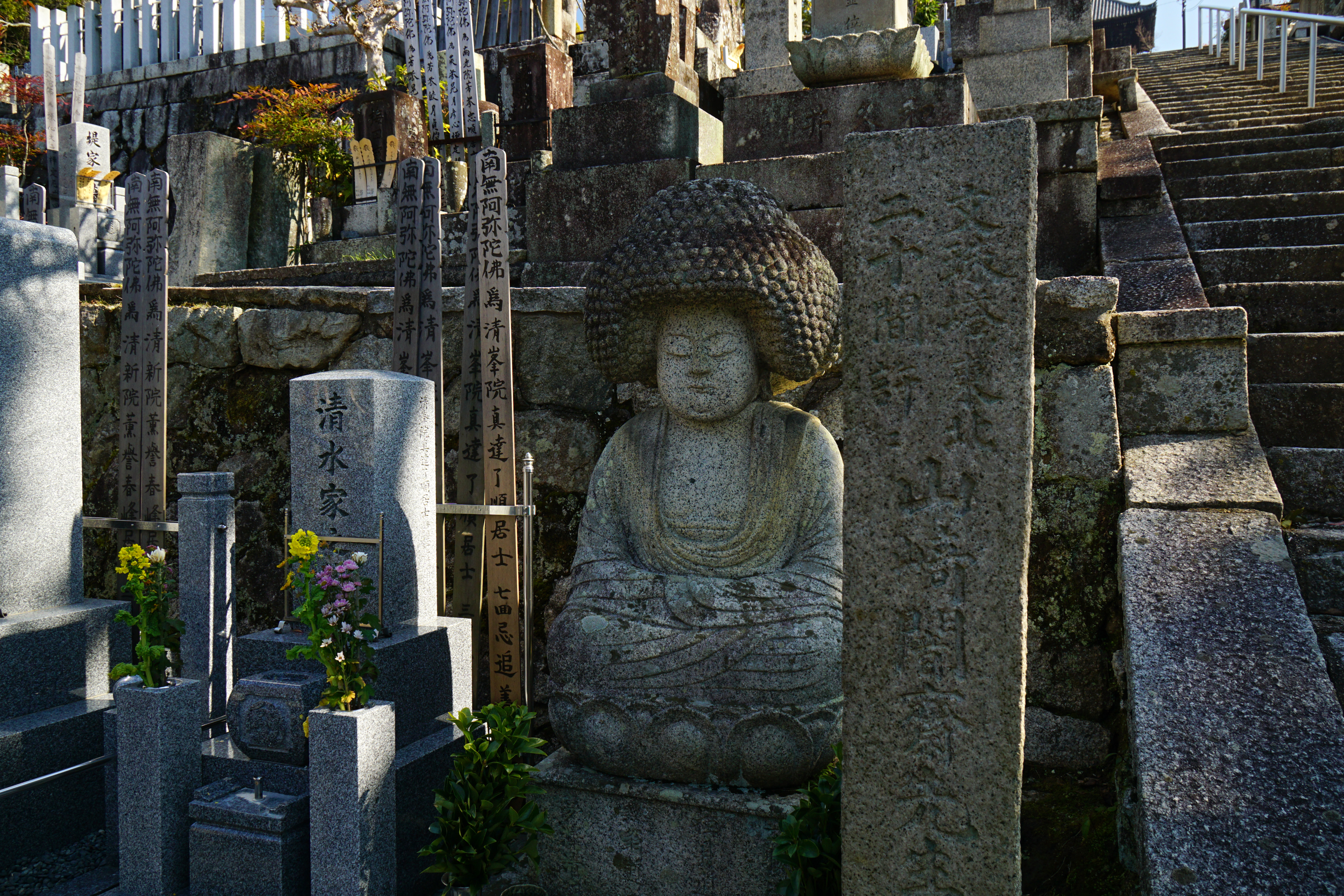
五劫思惟阿弥陀仏
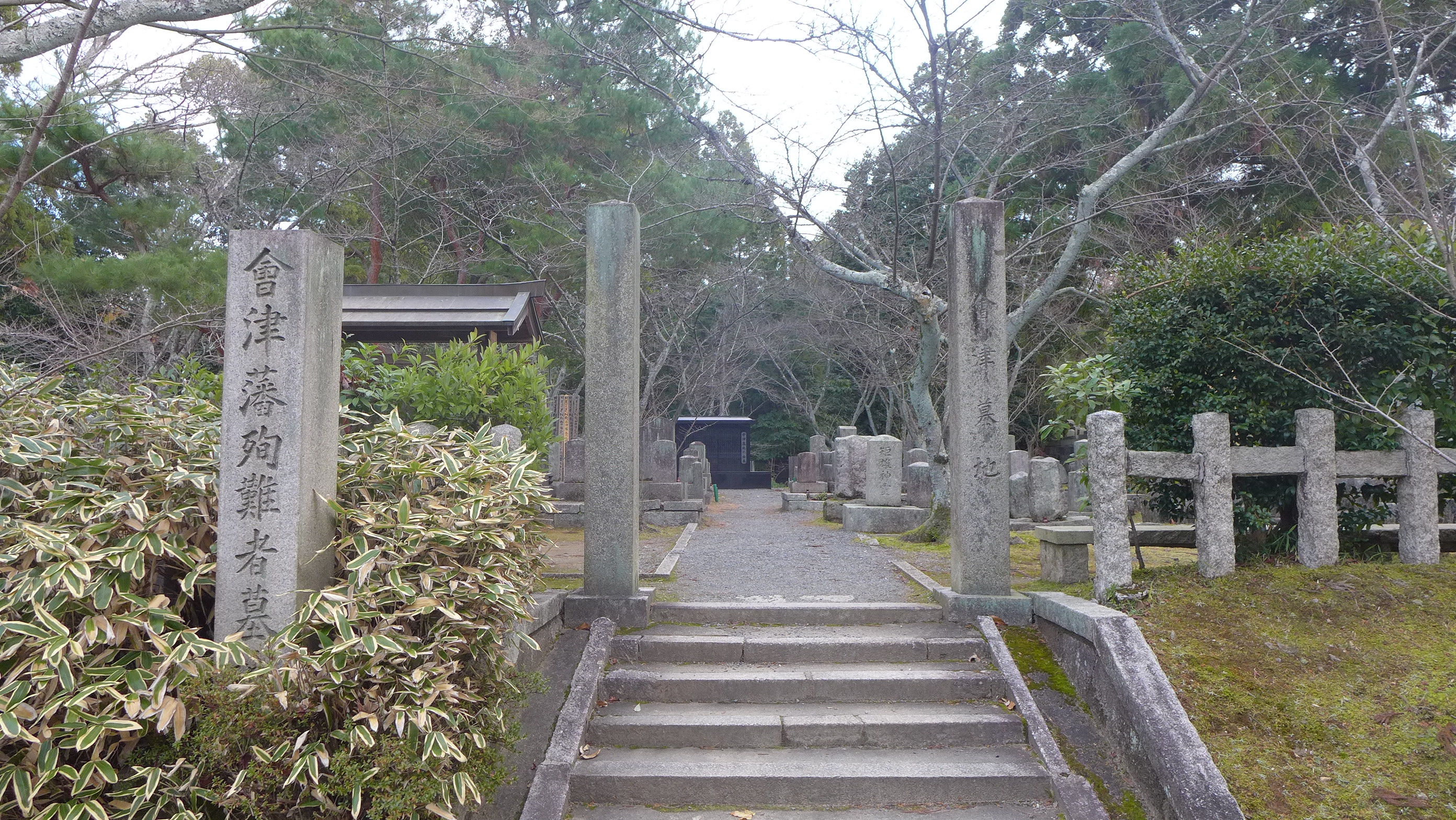
会津藩殉職者墓。寺の北東に存在 (2014.12.23)
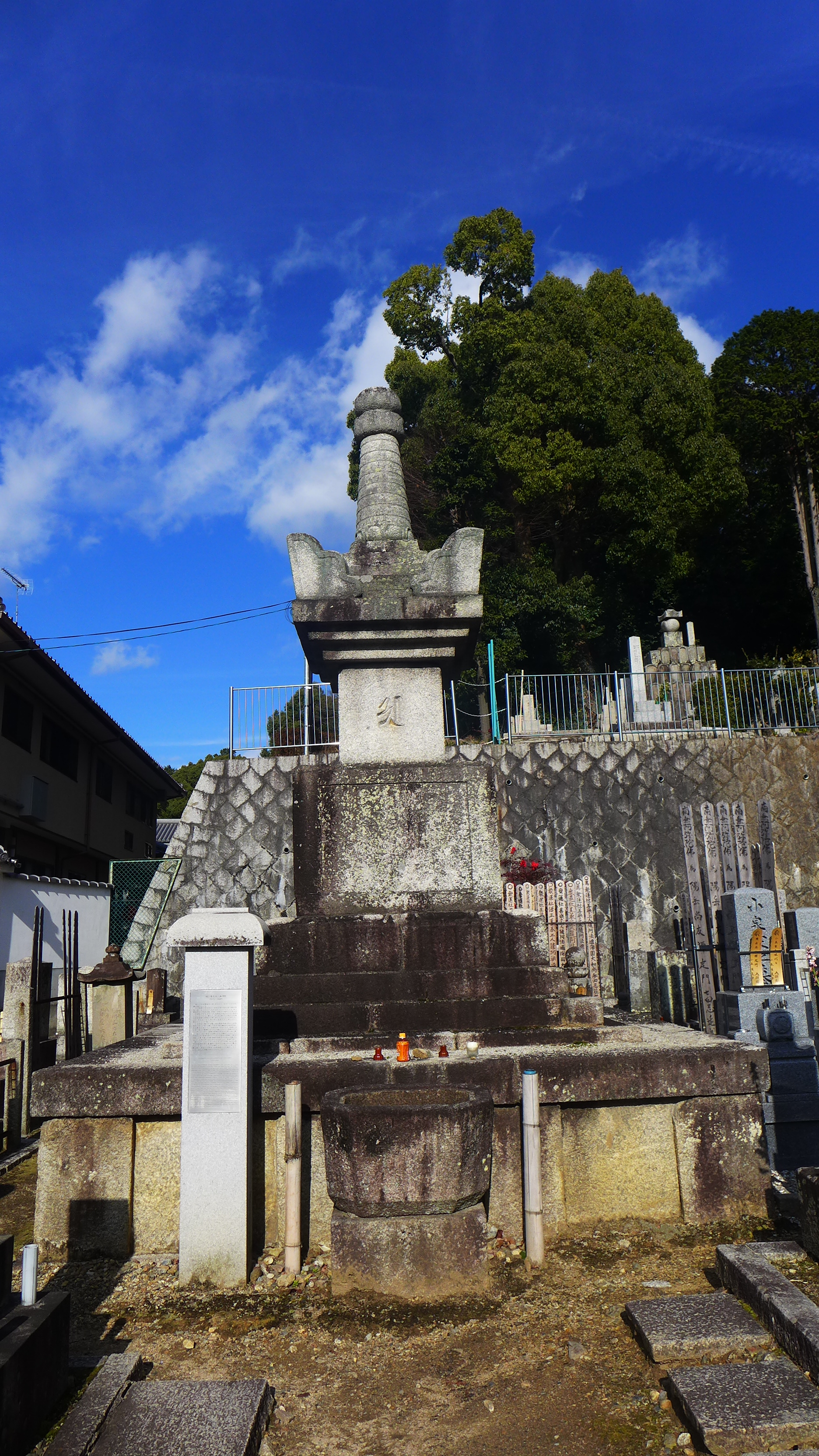
江-崇源院供養塔 (2014.12.23)
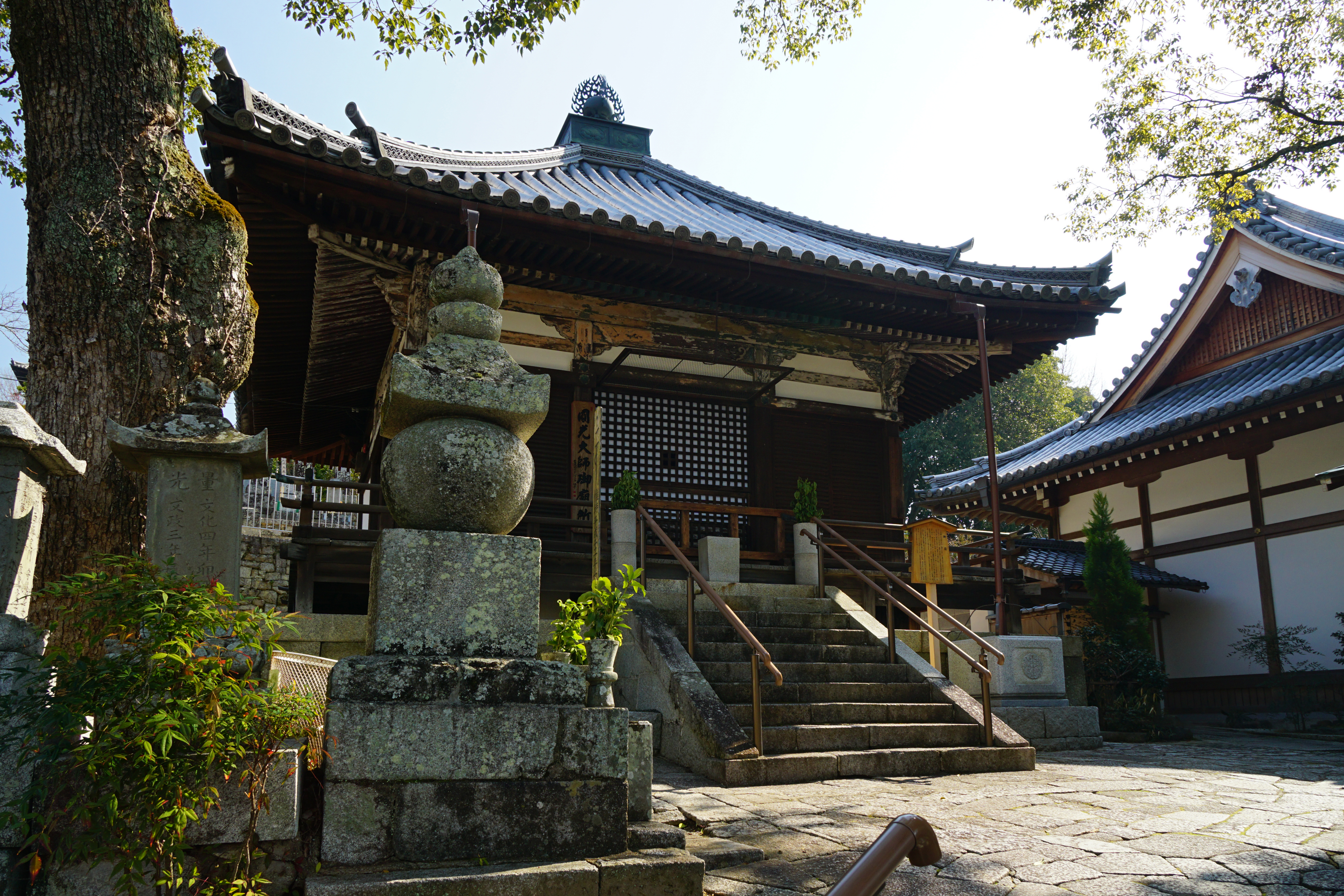
法然上人の御廟所
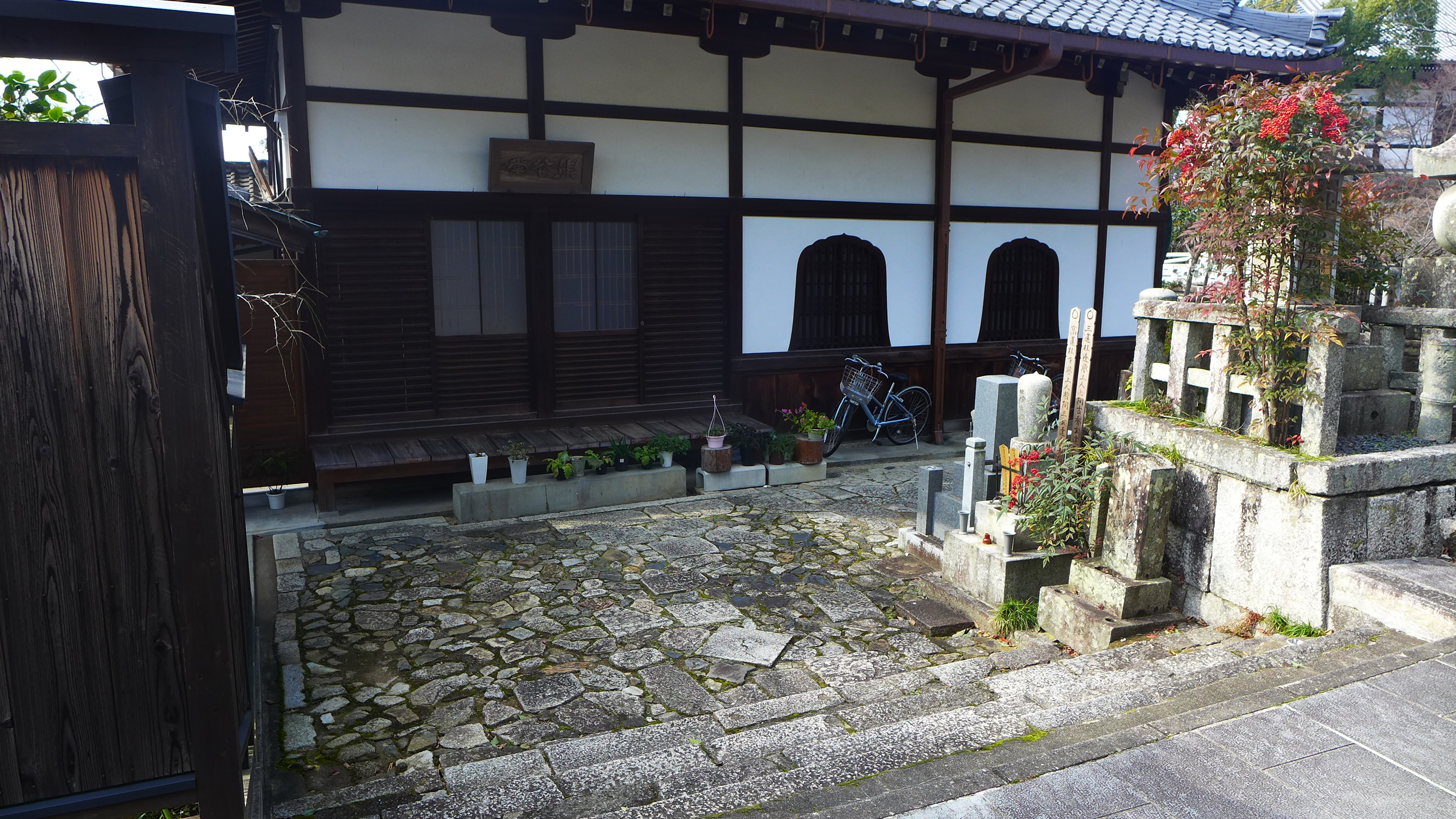
熊谷堂こと蓮池院 (2014.12.23)
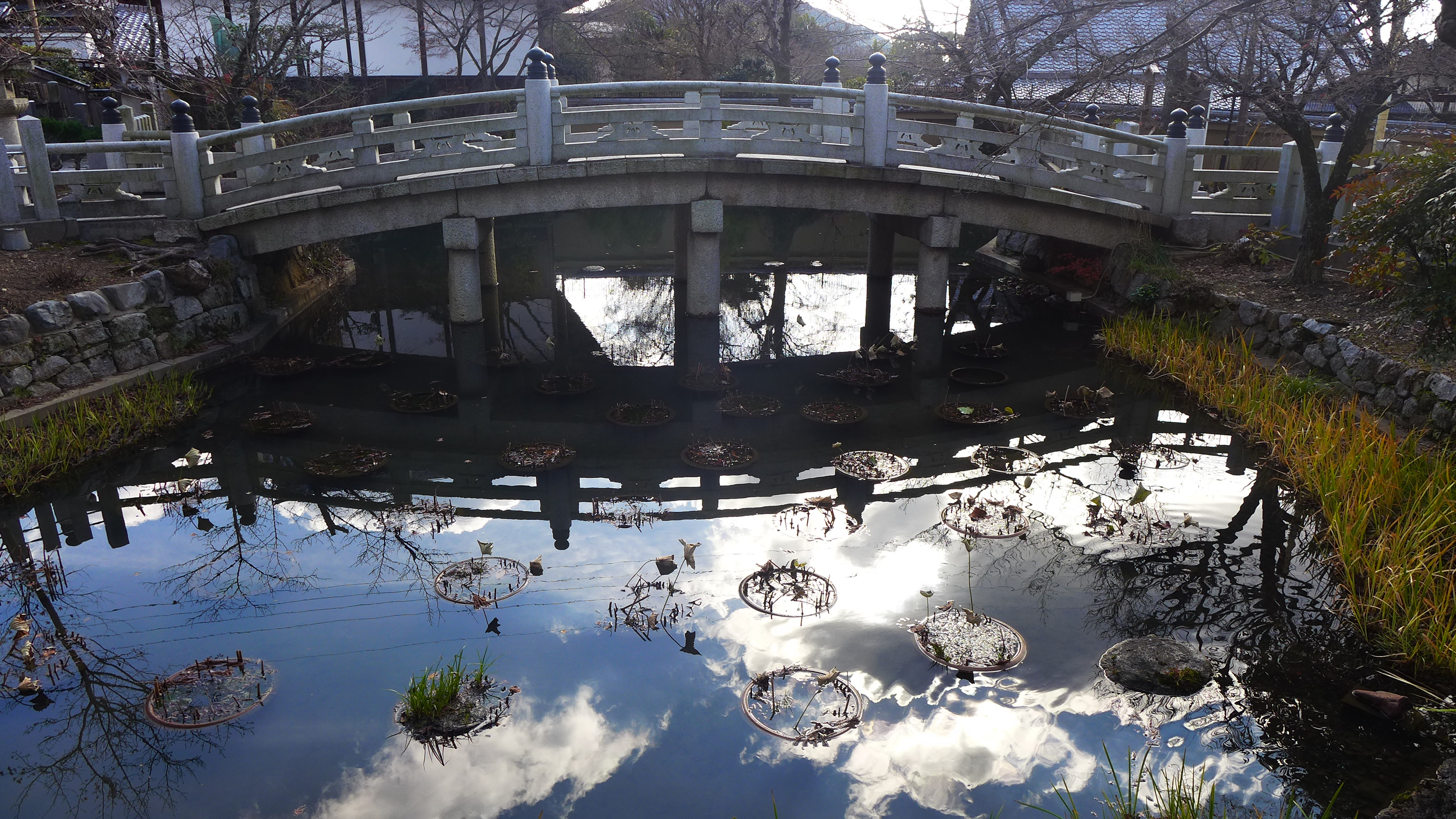
蓮池と極楽橋 (2014.12.23)
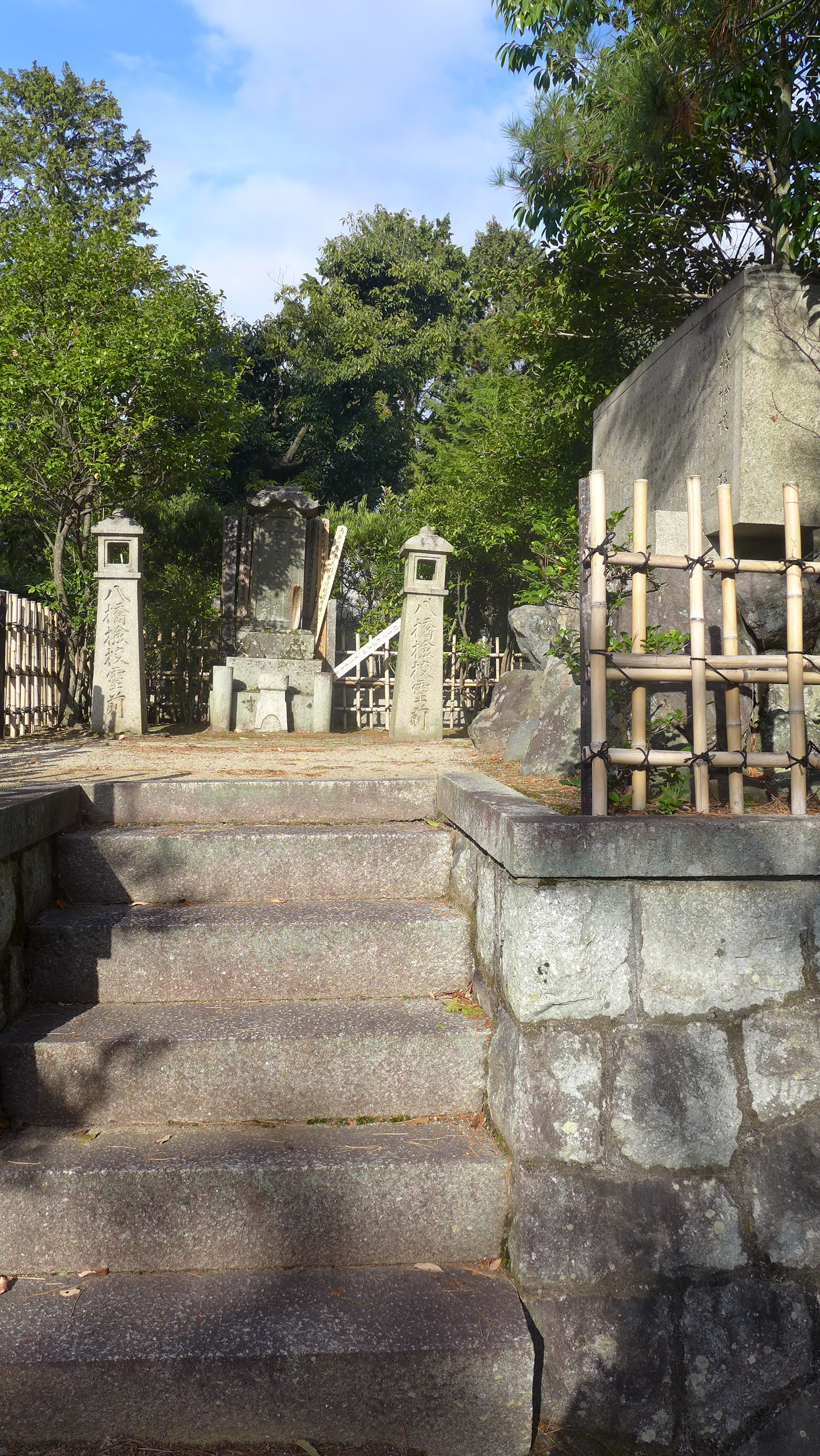
八橋検校の墓。右側が記念碑 (2014.12.23)

## 文化財

### 重要文化財
- 三重塔（文殊塔）
- 木造千手観音立像（吉備観音）
- 絹本著色山越阿弥陀図（三曲屏風一隻）・絹本著色地獄極楽図（二曲屏風一双）

### 国登録有形文化財
- 御影堂[5]
- 大方丈
- 玄関
- 唐門
- 築地塀

### 京都府指定有形文化財
- 阿弥陀堂[6]
- 鐘楼
- 山門
- 絹本著色法然上人像 - 鏡の御影。法然の御真影（肖像画）。毎年4月25日の御忌法要に於いて一般拝観可能。
- 金戒光明寺再興勧進状
- 吉田寺再興勧進状

### 京都府登録有形文化財
- 経堂

### その他
- 一枚起請文（伝・真筆） - 建暦2年（1212年）正月23日に、源智が形見にということで法然に懇願して、念仏の教えを書いてもらったという（「四十八巻伝」45）。4月23日・24日の御忌法要時のみ公開される。

## 除夜の鐘
- 12月31日大晦日に23:30から除夜の鐘をつき始める。

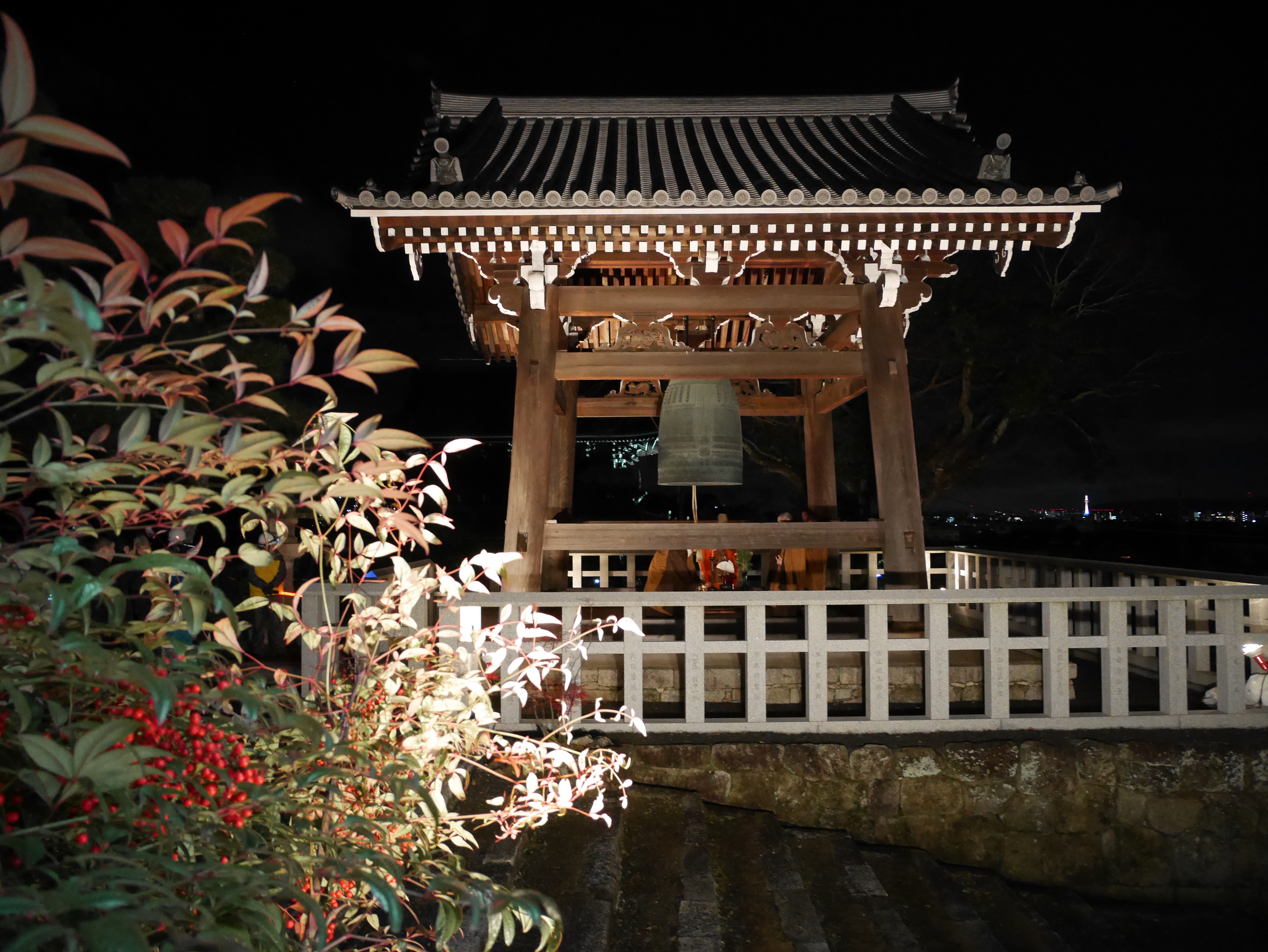
除夜の鐘 つき始め
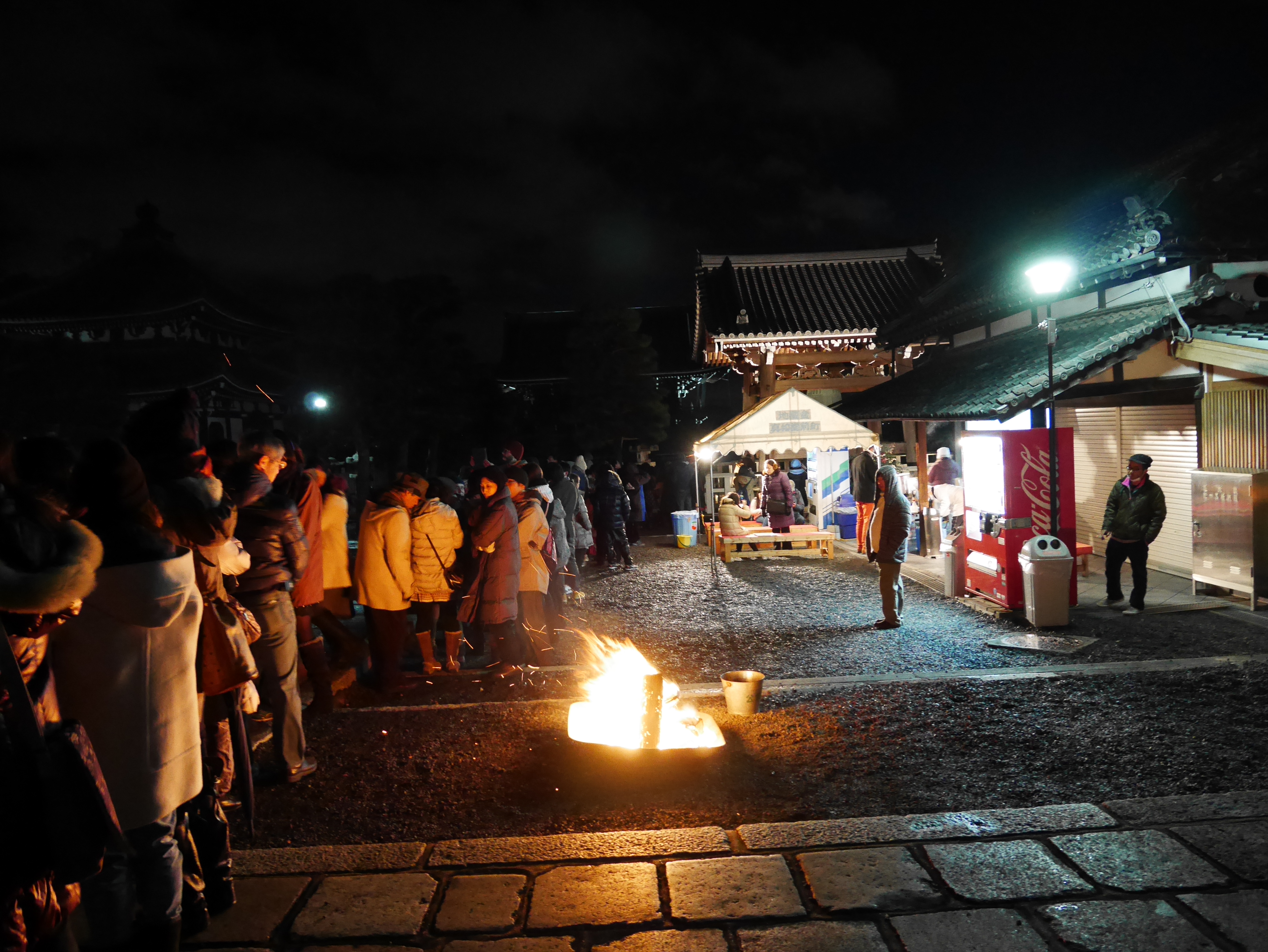
除夜の鐘 鐘をつく人の行列

- 動画

撮影時刻は、2014年12月31日23:34頃、最初のつき始めである。

## 歴代法主
（）内は何代目かを記す
- 法然房源空(1)
- 勢観房源智(前2)
- 法蓮房信空 (後2)
- 正信房湛空 (3)
- 求道房恵尋 (4)
- 素月房恵顗 (5)
- 寿観房任空 (6)
- 示観房範空 (7)
- 我観房運空 (8)
- 僧然定玄 (9)
- 佛立恵照国師（僧任等凞）(10)
- 良秀僧尋 (11)
- 聖深阿縁 (12)
- 僧海等珍 (13)
- 僧秀良玉 (14)
- 威照良真 (15)
- 称譽秀馨 (16)
- 極譽理聖 (17)
- 栄譽永真 (18)
- 西譽雲栖 (19)
- 弘譽伝心 (20)
- 性譽法山 (21)
- 道残源立 (22)
- 看譽源良 (23)
- 縁譽休岸 (24)
- 長譽源然 (25)
- 琴譽盛林 (26)
- 了的 (27)
- 潮呑 (28)
- 忍譽源授 (29)
- 眼譽呑屋 (30)
- 誓譽厳真 (31)
- 檀譽順応 (32)
- 広譽順長 (33)
- 叶譽酋村 (34)
- 通譽◎林 (35)
- 薫譽寂仙 (36)
- 重譽写悦 (37)
- 到譽順教 (38)
- 香譽春沢 (39)
- 鑑譽万龍 (40)
- 法譽智俊 (41)
- 晃譽念潮 (42)
- 到譽潮音 (43)
- 謙譽霊忠 (44)
- 神譽感霊 (45)
- 覚譽霊長 (46)
- 逾譽俊海 (47)
- 禀譽 (48)
- 浄譽原澄 (49)
- 明譽顕海 (50)
- 祐譽天従 (51)
- 宣譽巨道 (52)
- 貫譽学善 (53)
- 住譽密善 (54)
- 在譽祐倫 (55)
- 黒谷定円〘寥譽〙(56)
- 獅子吼観定〘梁譽〙(57)
- 佐藤説門〘開譽〙(58)
- 獅子吼観定〘梁譽〙(59)
- 秋浦定玄〘静譽〙(60)
- 吉水賢融〘仏譽〙(61)
- 大鹿愍成〘深譽〙(62)
- 郁芳随円〘相譽〙(63)
- 望月信亨〘昱譽〙(64)
- 芳井教岸〘道譽〙(65)
- 川端信之〘源譽〙(66)
- 渡辺教善〘闡譽〙(67)
- 千葉良導〘妙譽〙(68)
- 福井周道〘鑑譽〙(69)
- 澤崎梁寿〘定譽〙(70)
- 藤原弘道〘法譽〙(71)
- 稲岡覚順〘等譽〙(72)
- 坪井俊映〘仁譽〙(73)
- 高橋弘次〘満譽〙(74)
- 久米慶勝〘満譽〙(75)
- 藤本淨彦〘光譽〙(76)

※ 35世の◎は「涱」「氵」に「長」（漲の異体字）
57世と59世は同一人物。

## 前後の札所
洛陽三十三所観音霊場
5 真如堂新長谷寺　-　6 金戒光明寺　-　7 長楽寺
法然上人二十五霊跡
23 清浄華院　-　24 金戒光明寺　-　25 知恩院

## 映画撮影・ロケ
数多くの映画やテレビ時代劇で撮影が行なわれている。
- 『大奥』 - 庭園
- 『憑神』 - 山門
- 『新選組』
- 『新選組!』
- 『怪奇大作戦』（第25話） - 山門、阿弥陀堂、経蔵他
- 『吼えろ鉄拳』 - 墓地内
- 『ゴルフ夜明け前』 - 御影堂前
- 『新極道の妻たち・惚れたら地獄』 - 御影堂前
- 『必殺!ブラウン館の怪物たち』 - 山門
- 『桜の樹の下で』 - 御影堂前
- 『丹下左膳 百万両の壷』 - 御影堂前
- 『鴨川ホルモー』 - 御影堂前、山門

## エピソード
- 金戒光明寺境内で麒麟の川島明が造園に挑戦したことがある（NHK総合テレビジョン『仕事ハッケン伝』の2012年9月6日放送回）[7]。

## 交通アクセス
- 京阪電気鉄道鴨東線神宮丸太町駅から徒歩30分
- 京都市バス　岡崎道下車32・203・204系 徒歩10分
- 東天王町下車 5系統 徒歩15分

## 周辺
- 真正極楽寺
- 泉屋博古館
- 聖護院
- 平安神宮、岡崎公園